# جنی پالمکوییست
جنی پالمکوییست (زادهٔ ۲ نوامبر ۱۹۶۹ در کره جنوبی) یک داور زن فوتبال اهل کشور سوئد است.

## ابتدای زندگی و تحصیلات
پالمکوییست زادهٔ کشور کره جنوبی و بزرگ شده در سوئد است. قد وی ۱٫۶۵ متر است و به زبانهای انگلیسی و سوئدی تسلط دارد. وی رویدادهای متعدد فوتبال زنان را در سطح کشوری و بین‌المللی داوری کرده است. از جمله این رویدادها می‌توان به فینال فوتبال الپیک زنان در سال ۲۰۰۴ و
همین‌طور قضاوت در بازی‌های لیگ قهرمانان زنان در سالهای ۲۰۰۹ و ۲۰۱۲ اشاره کرد.